# Archiconchoecetta ventricosa
Archiconchoecetta ventricosa är en kräftdjursart som först beskrevs av G. W. Müller 1906.  Archiconchoecetta ventricosa ingår i släktet Archiconchoecetta och familjen Halocyprididae. Inga underarter finns listade i Catalogue of Life.